# Pirmí de Reichenau
Pirmí (Narbonès o Aragó?, ca. 700 - Hornbach, Alemanya, 753) o Pirmini, fou un monjo benedictí, missioner a terres germàniques i fundador de diversos monestirs. És venerat com a sant per diverses confessions cristianes.

## Biografia
Podria haver nascut a la rodalia de Narbona o, d'origen visigot, podria provenir del nord d'Hispània (alguns santorals en diuen "aragonès"), ja que arran de la invasió musulmana, molta gent d'aquelles terres es refugià al sud de l'actual França. També s'ha conjecturat que podria haver estat irlandès o de la regió de París.
Es troba, cap al 718, a Anvers (llavors part del regne d'Austràsia) on era abat del monestir de Quortolodora i, amb els seus deixebles, ministre de l'església del castell, het Steen. El comte Rohingus va convidar-lo que anés a Thommen, prop de Sankt Vith (Ardenes).
Es va guanyar el favor de Carles Martel, que l'envià a reconstruir l'abadia de Disentis, a Suïssa. En 724, fou nomenat abat de Mittelzell, a l'illa d Reichenau, que poc abans havia fundat. Per raons polítiques, fou desterrat a Alsàcia: morí el 753 a l'abadia de Hornbach, que també va fundar i on fou enterrat.
La tasca missionera es desenvolupà sobretot a Alsàcia, la regió septentrional del Rin i la del Danubi; hi va predicar i convertir gran nombre de persones, i hi va fundar tot un seguit de monestirs: Amorbach, Gengenbach, Murbach, Wissembourg, Marmoutier Neuweiler i Hornbach, a més d'organitzar d'altres com l'abadia de Niederaltaich, que havia fundat el comte Odiló de Baviera.

## Obres
Un dels llibres de Pirmí fou especialment influent: els Dicta Abbatis Pirminii, de singulis libris canonicis Scarapsus, recull de citacions de les Sagrades Escriptures i escrits dels Pares de l'Església per a ésser emprats en els sermons de predicació. Escrit entre 710-724, dona el text més antic conservat de l'actual Credo dels Apòstols.

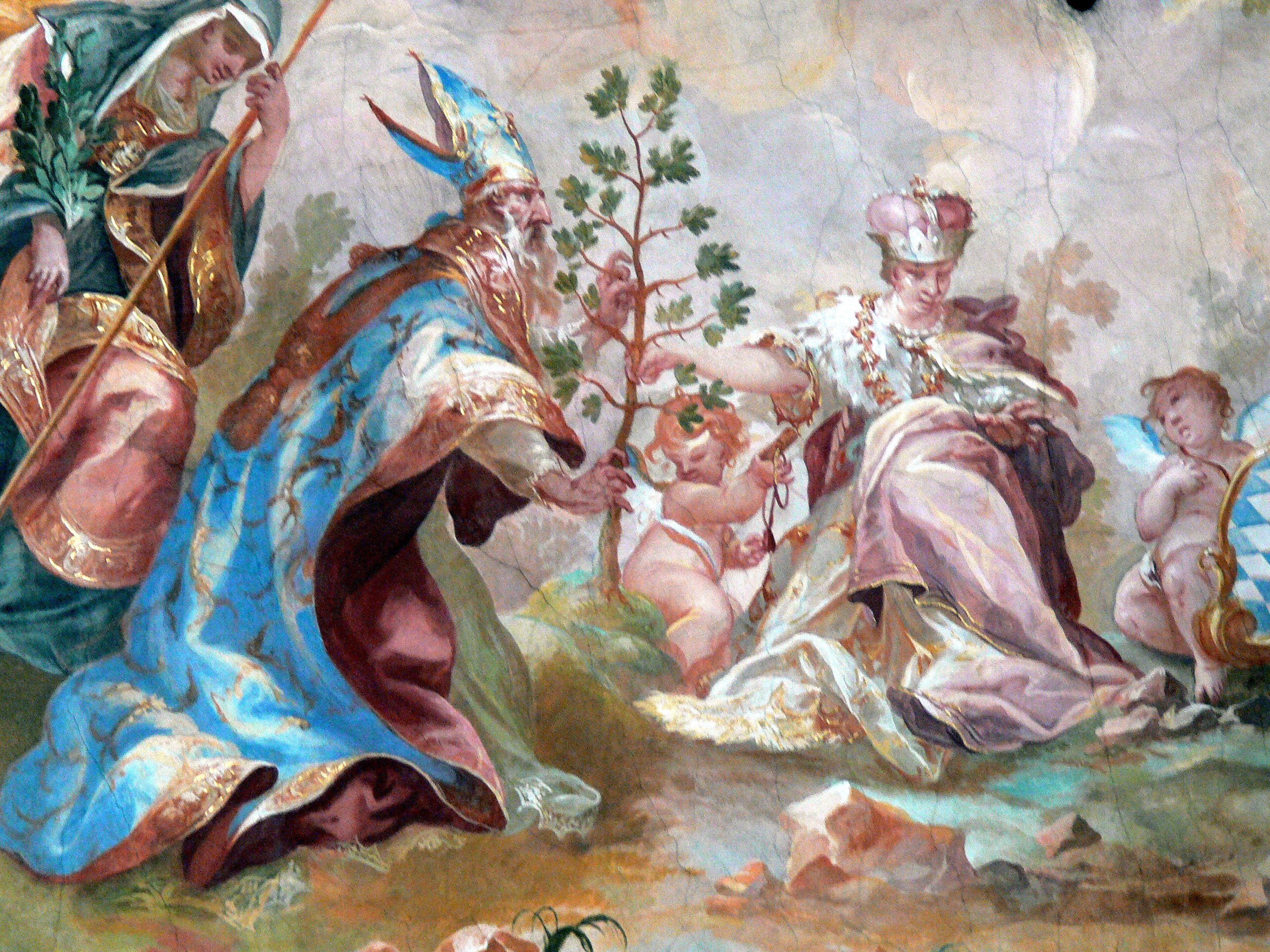
Pirmí i Odiló de Baviera planten un roure a l'abadia; fresc del s. XVIII a Niederaltaich
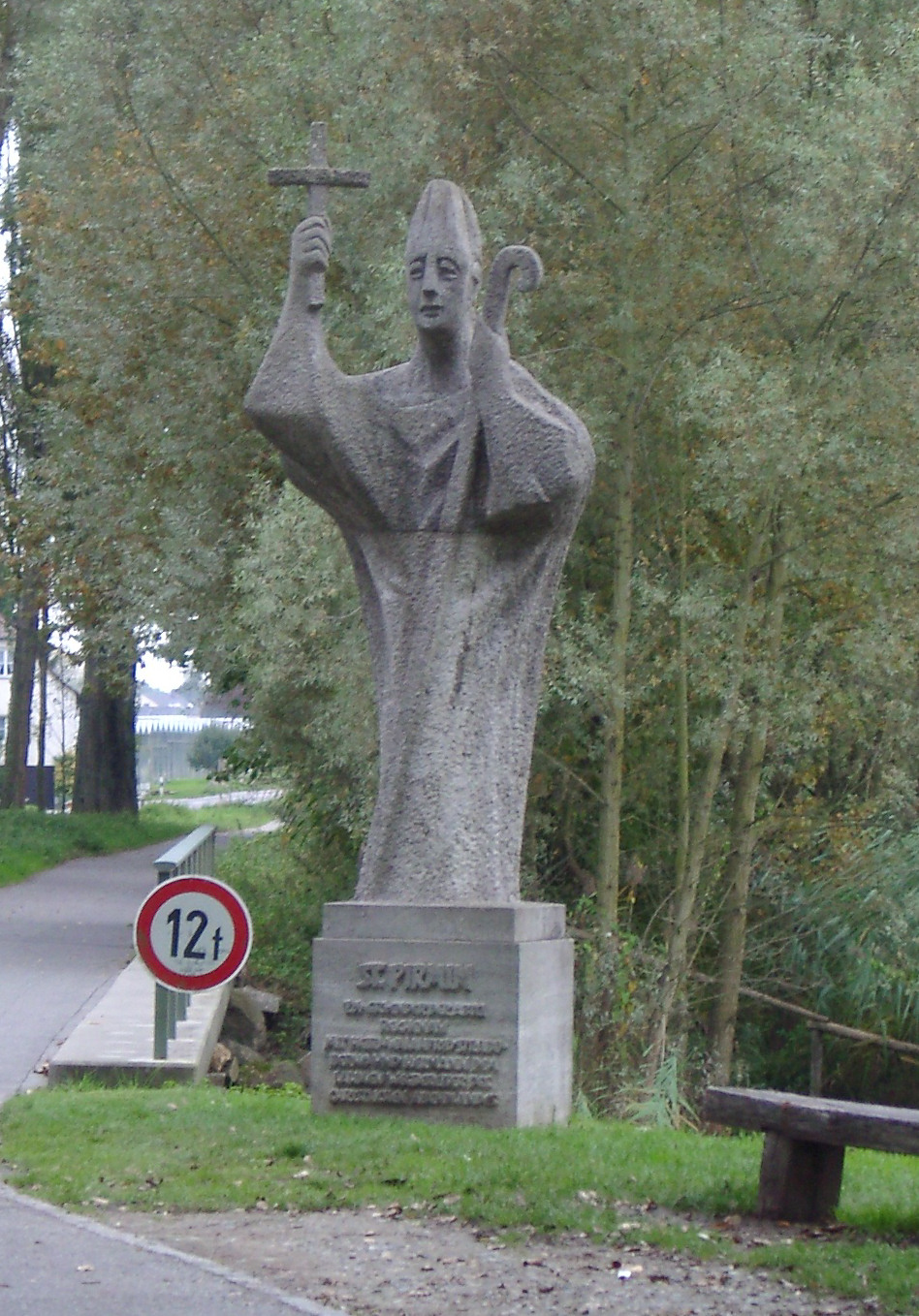
Escultura moderna a Reichenau
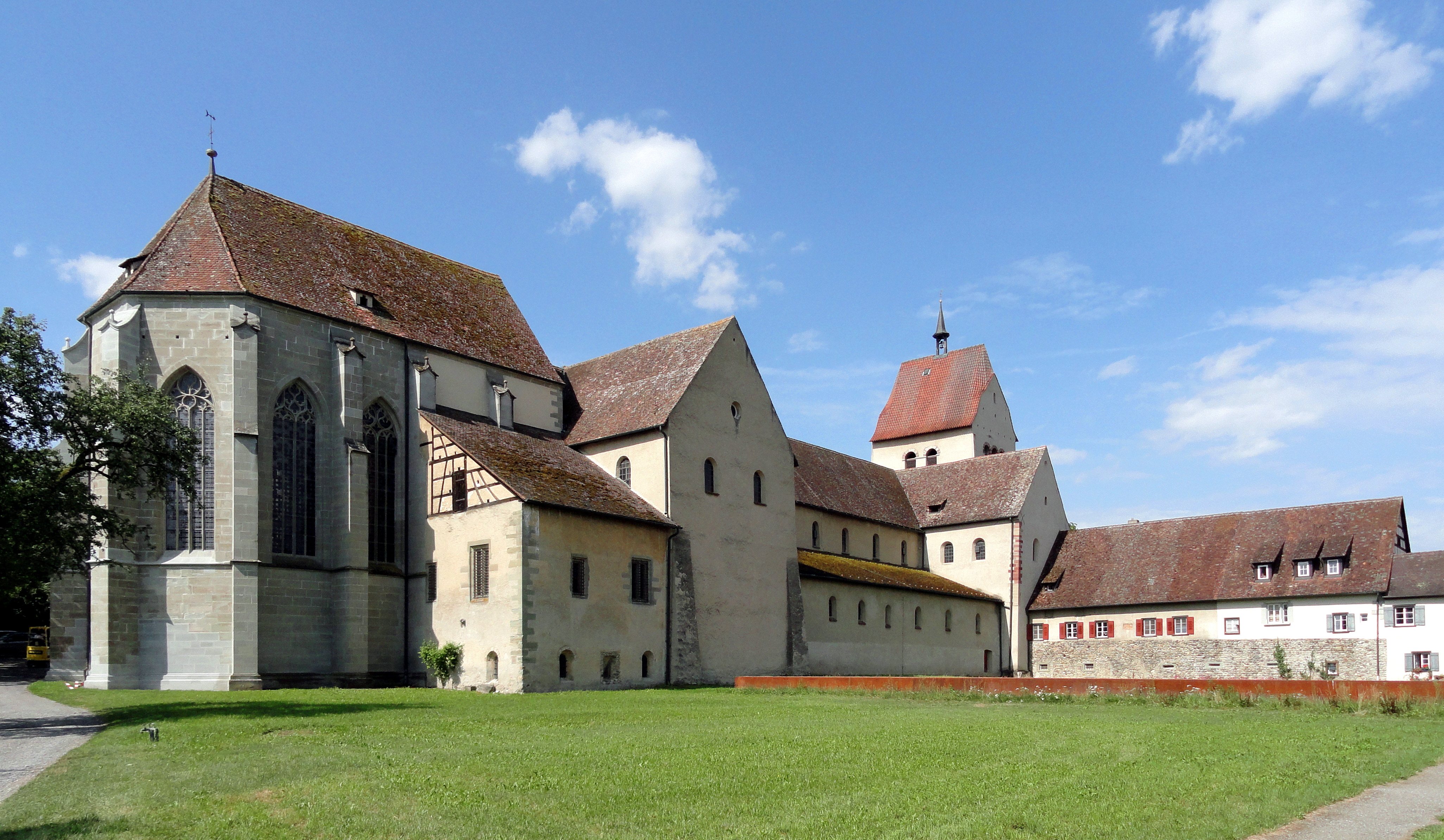
Monestir de Mittelzell (Reichenau), fundat per Pirmí
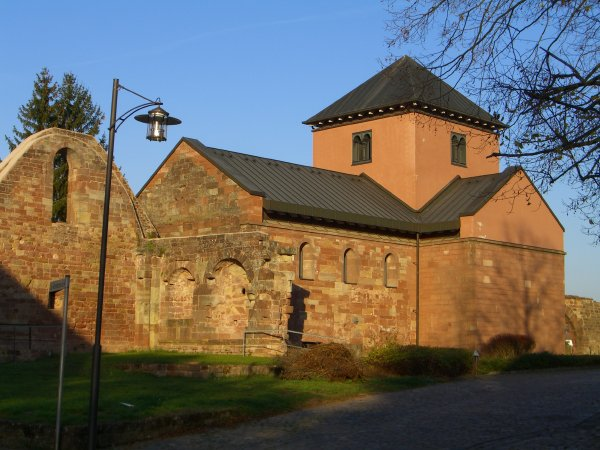
Església de Hornbach, lloc de mort i enterrament del sant